# Mur de soutènement gallo-romain (Saintes)
Le mur de soutènement gallo-romain est bâti à Saintes, dans le département de la Charente-Maritime, en France.

## Historique
Le mur est classé au titre des monuments historiques par arrêté du 17 juillet 1915.